# Кінчино
Кі́нчино (рос. Кинчино) — присілок у складі Білохолуницького району Кіровської області, Росія. Входить до складу Білохолуницького міського поселення.

## Населення
Населення поселення становить 3 особи (2010).

## Історія
Присілок вважається одним із найстаріших у Білохолуницькому районі і заснований він був 1671 року, коли тут була збудована дерев'яна Троїцька церква. У 1860-их роках при церкві було відкрита церковно-парафіяльне училище. 1909 року у присілку була відкрита бібліотека.